# 1124 w literaturze
Wydarzenia literackie w 1124 roku.

## Zmarli
- Guibert z Nogent, francuski kronikarz i teolog (ur. ok. 1055)